# Pod Sośniną (Straszów)
Pod Sośniną – część wsi Straszów w Polsce w województwie świętokrzyskim, w powiecie kieleckim, w gminie Mniów.
W latach 1975–1998 Pod Sośniną administracyjnie należało do województwa kieleckiego.